# Ndoukoula
Ndoukoula est une commune du Cameroun située dans la région de l'Extrême-Nord et le département du Diamaré. A ne surtout pas confondre avec la commune de Doukoula, une autre commune mais dans le département du Mayo Danay, Ndoukoula est limitrophe de la commune de Maroua 1 au nord-est, Moutourwa à l'est, Gazawa au nord, Hina à l'ouest, et Guider au sud.

## Population
Lors du recensement de 2005, la commune comptait 32 091 habitants, dont 1 454 pour Ndoukoula proprement dit. Différentes ethnies y sont représentées, principalement les Peuls, les Guiziga et les Daba(Kola).

## Climat
Ndoukoula a un climat de type tropical, de type Aw selon la classification de Köppen. La température annuelle moyenne est de 27,5 °C. Les précipitations annuelles moyennes atteignent 861 mm.

## Histoire
L'histoire de Ndoukoula en tant que commune débute avec le décret présidentiel du 24 avril 1995 portant sur la création de communes rurales. En 2010, puis en 2015, le gouvernement met en place un Plan Communal de Développement (PCD) pour l'ensemble de la commune, afin d'améliorer l'accès aux services sociaux de base, comme la santé et l'éducation.

## Infrastructures
Ndoukoula est doté d'un lycée public général accueillant des élèves de la 6e à la Terminale.
Il existe aussi d'autres lycées à Dagaï-Kola, Loulou et Gawel, toutes sont des localités (villages) appartenant à ladite commune.

## Structure administrative de la commune
Outre Ndoukoula proprement dit, la commune comprend notamment les villages suivants :
- Badam
- Bantahi
- Boukalaf
- Boulao
- Dagaï Foulbé
- Dagaï Kola
- Diguidim
- Djabba Kouli
- Djerving I
- Djerving II
- Djerving III
- Djiddéo Foulbé
- Djiddéo Guiziga
- Domayo
- Doubazao
- Dougouroumbés
- Fiaki
- Foutout
- Gawa
- Gawel
- Gonozo
- Goudoum
- Hardé Kadam
- Hardéo Foulbé
- Hardéo Guiziga
- Hodango
- Ibba Ngomna
- Kaelwa Guiziga
- Kalayé
- Kibeng
- Kosseyel Djaoulé
- Less Mayo
- Lougga Barkedjé
- Lougguéré
- Makada
- Makada Foulbé
- Maouna Faourou
- Maparaou
- Marbaye
- Mayam
- Mayel Baram
- Mayo Bantal Foulbé
- Mayo Bantal Guiziga
- Midilma
- Missinguid
- Missinguiléo
- Mizilin Foulbé
- Mizilin Guiziga
- Moudoumboui
- Moudouvar
- Moukoudouwa
- Moulandi
- Mouldjo
- Mouloum
- Ndalewao
- Ngariwa Foulbe
- Ngariwa Guiziga
- Ngourkouwol Foulbé
- Ngourkouwol Guiziga
- Ouzal Baskel
- Ouzal Kamas
- Ouzal-Loulou
- Sarmoua Moussa
- Talendé
- Tchabéwa Foulbé
- Tchabéwa Guiziga
- Tchabéwa Moufou
- Tchoffi I
- Touloum
- Wouro Bokki
- Wouro Boutoul Foulbé
- Wouro Boutoul Guiziga
- Wouro Nomé
- Wouro Crotel I
- Wouro Crotel II
- Wouro Crotel III
- Wouyang I
- Wouyang II
- Yamviri
- Yoldéo Guiziga
- Zama
- Zamala
- Zikaka
- Zip
- Zongoya
- Zongoyao I
- Zongoyao II
- Zougou